# Paloma (prénom)
Pour les articles homonymes, voir Paloma.
Paloma est un prénom d'origine espagnole qui provient du mot paix[réf. nécessaire]. Il signifie « colombe » ou « palombe » (oiseaux).
Sa fête est le 15 août en l'honneur de la Vierge de la Paloma fêtée à cette date notamment à Madrid, ou le 31 décembre en même temps que les Colombe, en l'honneur de Colombe de Sens.

## Étymologie
Le latin palumbus était, pour les poètes de l'Antiquité, une image répandue de l'amant, du soupirant. Ce symbole fut aussi associé à la Vierge Marie par les Espagnols du XVIe siècle, vénérée souvent dès lors sous le nom de Notre-Dame de la Palombe. Paloma resta un prénom spécifiquement espagnol jusqu'à ce que la notoriété de Paloma Picasso, fille du peintre Pablo Picasso, ne le fasse connaître dans le monde entier.

## Popularité
Le prénom Paloma a été donné 2 809 fois en France depuis 1946, dont 328 fois en 2006. Les départements où ce prénom est le plus présent en 2006 sont Paris, les Hauts-de-Seine, les Bouches-du-Rhône et le Rhône.

## Personnes portant ce prénom
- Pour voir tous les articles sur les personnes portant ce prénom, consulter la liste générée automatiquement pour le prénom Paloma.